# Plourin-lès-Morlaix
Plourin-lès-Morlaix is een gemeente in het Franse departement Finistère (regio Bretagne). De plaats maakt deel uit van het arrondissement Morlaix. Plourin-lès-Morlaix telde op 1 januari 2022 4.529 inwoners.

## Geografie
De oppervlakte van Plourin-lès-Morlaix bedroeg op 1 januari 2022 40,92 vierkante kilometer; de bevolkingsdichtheid was toen 110,7 inwoners per km².

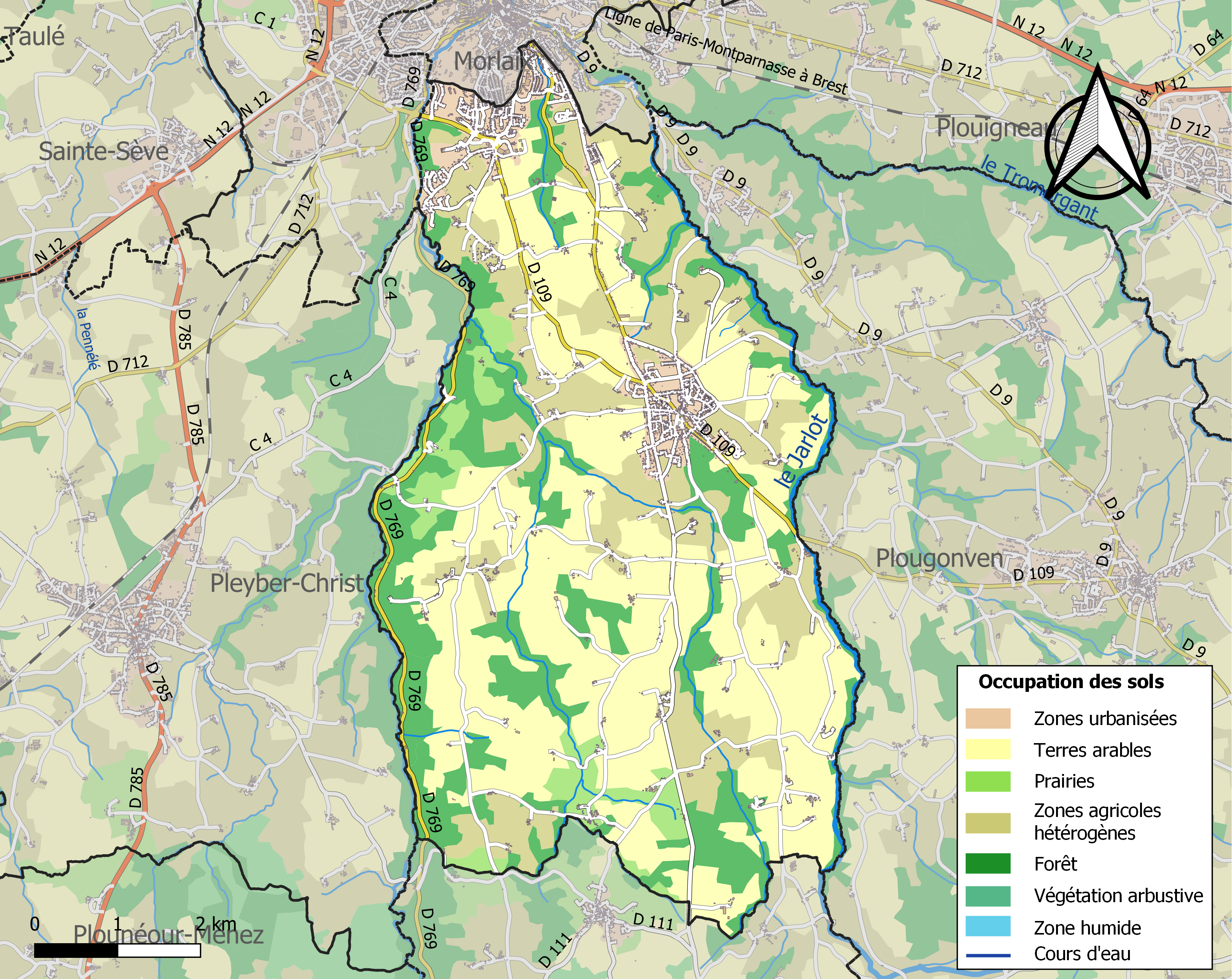
Kaart van de gemeente met belangrijkste infrastructuur, bodemgebruik en omliggende gemeenten

## Demografie
Onderstaande figuur toont het verloop van het inwonertal (bron: INSEE-tellingen).